# Chris Singleton
Christopher Carl "Chris" Singleton, Jr. (Canton, Georgia, 21 de noviembre de 1989) es un jugador de baloncesto estadounidense que actualmente milita en el Anadolu Efes S.K. de la Basketbol Süper Ligi turca. Con 2,06 metros de estatura, juega en la posición de ala-pívot y pívot.

## Trayectoria deportiva

### Universidad
Jugó durante tres temporadas con los Seminoles de la Universidad Estatal de Florida, en la que promedió 10,3 puntos, 6,2 rebotes y 1,9 robos de balón por partido. En sus dos últimas temporadas fue elegido como mejor jugador defensivo de la Atlantic Coast Conference, así como incluido en el tercer mejor quinteto de la conferencia.
En 2010, fue el jugador de su conferencia que más balones robó, con un promedio de 2,2 por noche. Su partido más completo lo jugó ante Gardner-Webb en noviembre de 2010, en el que consiguió 30 puntos y 12 rebotes.

### Profesional
Fue elegido en la decimoctava posición del Draft de la NBA de 2011 por los Washington Wizards. El 9 de diciembre de 2011, firmó su primer contrato como profesional con los Wizards.
Tras tres temporadas con los Wizards, Singleton firmó un contrato para jugar con los Indiana Pacers el 5 de septiembre de 2014. Sin embargo, fue descartado por los Pacers el 25 de octubre de 2014, a pocos días para el comienzo de la temporada 2014-15 de la NBA. El 31 de octubre de 2014, firmó un contrato para jugar con los Jiangsu Dragons de la liga china.
En la temporada 2015-16, jugando en el Lokomotiv Kuban en la VTB promedió 9.4 puntos y 5.1 rebotes, y en la Euroliga se fue hasta los 8.4 puntos y 4.5 rebotes por partido.
En mayo de 2016, ficha por el Anhui Wenyi, equipo de la NBL, la segunda división china.
El 1 de julio de 2016, Singleton firmó un contrato de un año (con una opción de equipo por segundo año) con el club griego Panathinaikos . 
En julio de 2018 se comprometió con el FC Barcelona de la liga ACB española por una temporada.
El 10 de septiembre de 2019, firma con Anadolu Efes de la Turkish Super League.

## Estadísticas de su carrera en la NBA

### Temporada regular
| Año     | Equipo     | PJ  | PT | MPP  | %TC  | %3P  | %TL  | RPP | APP | ROB | TPP | PPP |
| ------- | ---------- | --- | -- | ---- | ---- | ---- | ---- | --- | --- | --- | --- | --- |
| 2011–12 | Washington | 66  | 51 | 21.7 | .372 | .346 | .682 | 3.5 | .7  | 1.1 | .5  | 4.6 |
| 2012–13 | Washington | 57  | 11 | 16.2 | .382 | .194 | .571 | 3.2 | .6  | .7  | .4  | 4.1 |
| 2013–14 | Washington | 25  | 0  | 10.0 | .373 | .368 | .720 | 2.2 | .2  | .4  | .1  | 3.0 |
| Total   | Total      | 148 | 62 | 17.6 | .376 | .319 | .633 | 3.2 | .6  | .8  | .4  | 4.1 |